# Битка при Кремона (200 пр.н.е.)
Вижте пояснителната страница за други значения на Битка при Кремона.
Битката при Кремона (Cremona) се състои през 200 пр.н.е. между Римската република и инсубрите и галите в Цизалпийска Галия при град Кремона в Ломбардия с победа на римляните.
Командирът на римските войски е Луций Фурий Пурпурион, който побеждава разбунтуваните се инсубри с командир картагенския генерал Хамилкар (Hamilkar). Римляните дават 2000 жертви, а галите 35 000.